# Referendum o ustavnoj definiciji braka u Sloveniji 2015.
Referendum o ustavnoj definiciji braka (slo. Referendum o Zakonu o spremembah in dopolnitvah Zakona o zakonski zvezi in družinskih razmerjih) održan je u Sloveniji 20. prosinca 2015. godine.
Referendum je bio o zakonskom izjednačenju prava istospolnih parova i heteroseksualnih veza muškarca i žene, uključujući pravo na vjenčanje pred matičarem, pravo nasljeđivanja, pa i pravo na usvajanje djece.

## Povijest
Na proljeće 2015. slovenski je parlament prihvatio je velikom većinom glasova zakon za izjednačavanje istospolne veze i braka, i posvajanje djece. U parlamentu je većinu imala liberalno-lijeva koalicija. Protivile su mu se konzervativne stranke i udruge bliske Katoličkoj Crkvi, koje su pokrenule referendum. Ovaj zakon o bračnoj zajednici i obiteljskim odnosima donesen je protiv volje naroda, kako je pokazao prethodni referendum 2012. godine. Tim su zakonom bile proširene ovlasti homoseksualne populacije, a slovenski su ga birači odbili tijesnom većinom na referendumu 2012. godine.
Zagovornici braka kao zajednice muškarca i žene okupili su se u koaliciju “Za otroke gre” (Radi se o djeci). Organizirali su prikupljanje potpisa radi održavanje referenduma. Da bi otežala referendumsko izjašnjavanje, slovenske vlasti uvele su zakonsku odredbu prema kojoj je referendum valjan tek ako na njega izađe više od 20 % birača. Ipak, 80.000 potrebnih potpisa uskoro je prikupljeno.
Predizborne ankete prikazivale su netočno stanje. S obzirom na veliko neslaganje anketnih rezultata s rezultatima iz stvarnog života, realna je pretpostavka da je prezentiranim podacima favorizirana jedna opciju a radi utjecaja na biračko tkivo. Predizborne ankete najavljivale su neizvjesni ishod referenduma,  ankete glavnih medijskih kuća nekoliko dana uoči referenduma davale su malu prednost opciji "za" (v. tablicu). Rezultati su opovrgnuli sve ankete. 
| Tablica predizbornih anketa | Tablica predizbornih anketa | Tablica predizbornih anketa | Tablica predizbornih anketa | Tablica predizbornih anketa |
| Objavljeno                  | Organizacija                | ZA                          | PROTIV                      | Neodlučni                   |
| --------------------------- | --------------------------- | --------------------------- | --------------------------- | --------------------------- |
| Objavljeno                  | Organizacija                |                             |                             | Neodlučni                   |
| 18. prosinca                | Ninamedia                   | 38,3 %                      | 49,5 %                      | 12,2 %                      |
| 16. prosinca                | Episcenter                  | 48,5 %                      | 51,5 %                      | 0 %                         |
| 16. prosinca                | Delo                        | 43 %                        | 40 %                        | 17 %                        |
| 30. studenoga               | Večer                       | 48 %                        | 45,7 %                      | 6.3 %                       |
| 30. studenoga               | Delo                        | 42 %                        | 41 %                        | 17 %                        |
| 22. studenoga               | Episcenter                  | 46 %                        | 54 %                        | 0 %                         |
| 14. ožujka                  | Ninamedia                   | 42 %                        | 54 %                        | 4 %                         |
| 16. veljače                 | Delo                        | 51 %                        | 42 %                        | 7 %                         |

Slovenski su birači na referendumu 20. prosinca 2015. odbacili odluku parlamenta koji nije slušao glas naroda.
| Izbor                                                 | Glasova   | Postotak |
| ----------------------------------------------------- | --------- | -------- |
| PROTIV                                                | 394.482   | 63,51    |
| ZA                                                    | 226.651   | 36,49    |
| nevažećih                                             | 2.356     | 0,38     |
| Ukupno                                                | 623.489   | 100,00   |
| Registriranih birača i izlaznost                      | 1.715.518 | 36,38    |
| Izvor: Republika Slovenija - Državna volilna komisija |           |          |

## Referendumsko pitanje
Referendumsko pitanje 2015. glasilo je: Ali ste za to, da se uveljavi zakona o zakonski zvezi in družinskih razmerjih, ki ga je sprejel državni zbor na na seji 3. marca 2015?

## Rezultati
Da bi rezultati referenduma bili obvezujući, moralo je izaći 342.810 od 1.633.952 birača sa stalnim prebivalištem u Sloveniji i 80.098 birača bez stalnog prebivališta u Sloveniji. Mogućnoast glasovanja unaprijed koje je počelo 15. prosinca i trajalo je dva dana iskoristilo je 24.480 birača, a 52,34 % bili su za, a 47,66 % protiv.
Nakon izbrojanih svih glasova, utvrđeno je da je izašlo 623.489 birača, 394.482 odnosno 63,51 % bilo je protiv, a 226.651 birača odnosno 36,49 % bilo je za te 2.356 nevažećih listića odnosno 0,38 %. Po izbornim jedinicama rezultati su bili sljedeći: 
- izborna jedinica Kranj: protiv 64,10 %, za 35,90 %
- izborna jedinica Postojna: protiv 62,48 %, za 37,52 %
- izborna jedinica Ljubljana centar: protiv 51,28 %, za 48,72 %
- izborna jedinica Ljubljana Bežigrad: protiv 59,36 %, za 40,64 %
- izborna jedinica Celje: protiv 68,39 %, za 31,61 %
- izborna jedinica Novo Mesto: protiv 70,67 %, za 29,33 %
- izborna jedinica Maribor: protiv 64,46 %, za 35,54 %
- izborna jedinica Ptuj: protiv 73,93 %, za 26,07 %[13]

Na referendum je izašlo 36 posto birača. Protiv je glasovalo 392.000 birača, a 225.000 za izjednačavanje istospolne veze i braka te su slovenski birači time odbacili odluku parlamenta koji nije slušao glas naroda.
Najviši postotak glasova protiv bio je u kranjskoj izbornoj jedinici u izbornim okruzima Kranj III (72,82 %), Škofja Loka II (77,13 %), u postojnskoj izbornoj jedinici u izbornim okruzima Tolmin I (71,42 %), Ilirskoj Bistrici (72,29 %), Novoj Gorici I (70,25 %) i Ajdovščini (78,36 %), u izbornoj jedinici Ljubljana Bežigrad u izbornom okrugu Ribnici (82,06 %), Grosuplju (74,52 %), u celjskoj izbornoj jedinici u izbornom okrugu Šentjuru (79,84 %), Celju I (70,58 %), Mozirju (77,79 %), Velenju II (71,87 %), Dravogradu-Radlju (73,78 %), u izbornoj jedinici Novo Mesto u izbornim okruzima Črnomelju-Metlici 75,39 %, Novom Mestu I 80,90 %, Trebnju 75,01 %, Krškom 73,67 %, Sevnici 75,11 %, Laškom 73,92 %, u mariborskoj izbornoj jedinici u izbornom okrugu Šmarju pri Jelšah 78,60 %, Slovenskoj Bistrici 72,86 %, Slovenskim Konjicama 76,31 % te u ptujskoj izbornoj jedinici u izbornom okrugu Lendavi 79,55 %, Ormožu 77,52 %, Ljutomeru 72,68 %, Murskoj Soboti I 73,96 %, Gornjoj Radgoni 72,13 %, Lenartu 78,41 %, Pesnici 72,52 %, Ptuju I 79,21 % i Ptuju III 82,37 %.

## Reakcije
- Papa Franjo: "Me alegro, me alegro!" – izjava kad mu je kardinal Franc Rode na predbožićnom prijamu kardinala 21. prosinca 2015. priopćio rezultate.[15]

## Vanjske poveznice
- Referendum o ZZZDR-D – 2015  Arhivirana inačica izvorne stranice od 23. prosinca 2015. (Wayback Machine), Dvk-rs.si (slovenski)
- Koalicija za otroke gre (predlagatelj referenduma), 24kul.si (slovenski)
- Predlog Zakona o spremembah, poslan Državnemu zboru, 24kul.si (slovenski)
- Predlog Zakona o spremembah, poslan Državnemu svetu  Arhivirana inačica izvorne stranice od 21. siječnja 2016. (Wayback Machine), Dz-rs.si (slovenski)
- Odlok Državnega zbora o razpisu referenduma, Pisrs.si (slovenski)
- Zakon o zakonski zvezi in družinskih razmerjih (ZZZDR), Pisrs.si (slovenski)
- Odločitev Ustavnega sodišča o referendumu odlocitve.us-rs.si (slovenski)
- Sadržaj zakona  Arhivirana inačica izvorne stranice od 13. veljače 2015. (Wayback Machine) (slovenski)